# گمینا پاشوویتسه
گمینا پاشوویتسه (به لهستانی:  Gmina Paszowice) یک گمینا در لهستان است که در شهرستان یاوور واقع شده‌است. گمینا پاشوویتسه ۱۰۰٫۸۴ کیلومتر مربع مساحت و ۳٬۸۲۴ نفر جمعیت دارد.